# Peter Pan (film 2003)
Peter Pan è un film fantasy del 2003 diretto da P. J. Hogan, trasposizione cinematografica dell'omonima opera di James Matthew Barrie, prodotta in occasione del centenario dell'esordio della stessa sulle scene teatrali.
La trama del film non è in sé innovativa: segue, anche se non pedissequamente, quella del romanzo, ma le scelte di regia sviluppano una visione sostanzialmente diversa dallo stereotipato personaggio dell'eterno bambino, presentando un Peter Pan pubescente, alle prese con le più grandi problematiche adolescenziali, dalla scoperta di sé stessi attraverso la presa di coscienza dei propri sentimenti, compreso l'amore, al dilemma di scegliere tra il protettivo mondo del gioco e il difficile mestiere di crescere. Non dunque un caso paiono le scelte degli interpreti principali, ricadute su due attori adolescenti in erba: il quattordicenne Jeremy Sumpter nel ruolo di un biondo Peter Pan, e la tredicenne Rachel Hurd-Wood, invece, nelle vesti della sentimentale e matura Wendy Darling.
Peter Pan è stato presentato in anteprima al Empire Leicester Square, Londra, il 9 dicembre 2003 ed è stato distribuito nelle sale del Regno Unito il 24 dicembre 2003 e negli Stati Uniti il giorno dopo. Il film ha ricevuto recensioni positive da parte della critica, con elogi per le performance (in particolare quelle di Sumpter, Hurd-Wood e Isaacs), gli effetti speciali, l'atmosfera romantica e la colonna sonora di James Newton Howard, ma ha incassato solo 122 milioni di dollari in tutto il mondo. Con un budget stimato di $ 130,6 milioni (esclusi i costi di marketing), il film è stato un fallimento al botteghino con una perdita di $ 70-95 milioni.

## Trama
Nella Londra dell'età edoardiana vive felice Wendy Darling con la sua famiglia: oltre ai genitori Mary e George, i fratellini, John e Michael, con cui divide la cameretta e a cui si diverte a raccontare fiabe. Lei, però, non è più una bambina: sta crescendo (come dice sua zia Millicent), e deve ricevere un'educazione da signorina, e poi un giorno sposarsi con un uomo dell'alta borghesia, come sua madre. Wendy però non vuole diventare donna: lei preferisce ancora raccontare storie di pirati, continuare ad avere Nana, un cane di San Bernardo, per tata e soprattutto sognare ad occhi aperti, come la notte in cui vede un ragazzino volteggiare per la stanza e se ne innamora. Quel ragazzino non è un sogno: è Peter Pan, il bambino che non vuole crescere, che ogni sera torna nella sua città natale per ascoltare di nascosto i racconti di Wendy e che, quella notte, sfuggendo a Nana, perde la propria ombra nella sua camera. La mattina seguente quando la maestra di Wendy sorprende la ragazza che ha fatto un disegno di Peter Pan durante la lezione scrive una lettera disciplinare al padre della ragazza che consegna a un fattorino perché gliela consegni. Quando Wendy tenta di impedire la consegna della lettera Nana provoca un disastro in banca umiliando George davanti a tutti. Il signor Darling furente per l'umiliazione caccia il cane di casa legandolo alla catena e dichiara con rabbia che Wendy deve diventare adulta.
Peter, accompagnato dalla sua fida fatina Campanellino, detta Trilli, torna a casa Darling a recuperare l'ombra. Wendy si sveglia nel trambusto creato dalla rissa tra il ragazzo e l'ombra, e, felice che il ragazzo dei suoi sogni sia reale, lo aiuta a riunirsi all'ombra cucendogliela ai piedi. Qui Peter dopo essersi presentato racconta a Wendy di essere scappato di casa anni prima perché una sera sua madre e suo padre stavano discutendo di che cosa avrebbe fatto da adulto e Peter non voleva che i suoi genitori gli imponessero qualcosa che lui non desiderava se n'era andato via e non era mai più tornato a casa. Poi Wendy viene affascinata dal suo racconto delle avventure che vive sull'Isola che non c'è assieme ai Bimbi Sperduti. Questi sono un gruppo di trovatelli caduti dai passeggini a Kensington Gardens, che Peter porta in salvo se nessuno li reclama entro dieci giorni. Peter invita Wendy sull'Isola perché lei racconti a loro le sue storie e in cambio lui le faccia vivere le loro. Wendy accetta (facendo ingelosire Trilli) e invita anche i suoi fratelli. Con un po' della polvere fatata di Trilli, i Darling spiccano il volo pensando a pensieri felici e volano verso la "seconda stella a destra e poi dritto fino al mattino". Nana che ha osservato tutto si libera dalla catena e raggiunge George e Mary alla festa dove provoca nuovamente l'ennesimo disastro. Sconvolti i Darling tornano immediatamente a casa per vedere che cosa è accaduto e trovano la stanza vuota e George si rende conto solo in quel momento di aver esagerato e che se i figli se ne sono andati è stata solo colpa delle sue eccessive reazioni verso Wendy e i suoi figli. 
Sull'Isola, oltre ai Bimbi Sperduti, vivono anche fate, sirene, indiani e pirati, quest'ultimi capitanati dallo spietato Capitan Uncino, che odia Peter Pan per avergli tagliato una mano (ora sostituita con un uncino) poi data in pasto ad un coccodrillo. Il coccodrillo goloso ora cerca di divorare il resto della succulenta carne del capitano, il quale può sapere della sua presenza grazie al ticchettio dell'orologio che la bestia ha ingoiato. Arrivati all'isola, Peter e i Darling sono accolti a cannonate dai pirati, così il ragazzo chiede a Trilli di scortare al rifugio i Darling. Tuttavia, l'effetto della polvere su John e Michael termina e i due si perdono nel bosco, mentre Wendy viene attaccata dai proiettili dei Bimbi Sperduti che sono stati istruiti a farlo da Trilli. Wendy sopravvive all'attacco (la freccia che l'ha colpita si è conficcata su un pegno datole da Peter) e i Bimbi Sperduti si fanno perdonare costruendole una casetta, mentre Peter, saputo dell'incidente, bandisce Trilli.
Intanto, John e Michael cadono in una trappola della principessa indiana Giglio Tigrato, ma subito dopo tutti e tre sono catturati da Uncino e la sua ciurma e portati al Castello Nero, una fortezza situata in un'area soggetta all'alta marea, dove i ragazzi vengono legati e imbavagliati. Peter e Wendy, informati dalle sirene, corrono al castello, ingaggiano un duello con Uncino e salvano i loro amici, lasciando il capitano in balia del Coccodrillo, giunto sul posto. I Bimbi Sperduti fanno festa all'accampamento indiano e Peter e Wendy si dirigono alla radura delle fate per un momento d'intimità, spiati da Uncino e Trilli, la quale viene convinta dal pirata che presto Peter l'abbandonerà. Wendy invece, volendo sapere i sentimenti di Peter, lo offende, in quanto sia convinto che non potrà dimostrare sentimenti romantici senza crescere. Peter è talmente indignato che quella sera vola a casa Darling e scopre che i genitori stanno aspettando il ritorno dei ragazzi lasciando la finestra aperta (contrariamente a quanto fatto da sua madre dopo la sua scomparsa da casa) e, non volendo che Wendy lasci l'isola perché sa che senza di lei rimarrebbe nuovamente solo al mondo, quindi tenta di chiudere la finestra per costringere i genitori di Wendy a dimenticarsi di lei per far in modo che Wendy non lo lasci nuovamente solo e si convinca a restare con lui, ma i coniugi Darling la riaprono poiché non vogliono dimenticare i loro figli nella speranza che tornino a casa da loro.
Aiutati da Trilli, i pirati portano Wendy, che stava sonnecchiando nella casetta fatta dai Bimbi Sperduti, alla nave, dove le chiedono di raccontare a loro delle storie. Prima dell'alba, Uncino la lascia andare, chiedendole di prendere in considerazione di unirsi alla sua ciurma e allettare i pirati con le sue storie. Wendy torna al rifugio, ignara di essere inseguita dai pirati, mentre Trilli viene rinchiusa in una teca da Uncino. Wendy non ha intenzione di accettare la proposta di Uncino, troppo preoccupata che lei e i suoi fratelli stiano dimenticando i loro genitori e domanda di tornare a casa. Anche i Bimbi Sperduti hanno intenzione di tornare a Londra, con sgomento di Peter, che comunque concede loro una fata come guida. Wendy chiede a Peter di venire con lei a Londra per vivere felici ma Peter afferma che se venisse con lei certamente i genitori della ragazza lo costringeranno ad andare a scuola e poi successivamente sarebbe costretto ad andare a lavorare in un ufficio e che nel giro di poco tempo diverrebbe un uomo adulto. Quando Wendy gli conferma che sarà così Peter rifiuta categoricamente, perché lei non ha diritto di fare di lui un uomo e che lui desidera restare un bambino e divertirsi per sempre, facendole capire che se lei davvero lo ama deve accettare le sue condizioni e restare con lui per sempre sull'Isola Che Non C'è. Wendy rifiuta di accettare le condizioni di Peter non volendo rinunciare a vivere la sua vita e seppur con dolore saluta Peter, lasciandogli una tazza d'acqua da bere. Quando Wendy lascia il nascondiglio, lei e il resto dei ragazzi vengono catturati dall'equipaggio di Uncino, che uccide la fata guida, ma, non riuscendo a entrare nella stanza di Peter senza farsi scoprire, decide di avvelenarlo con un veleno mortale distillato dalle lacrime dei suoi occhi rossi e tale veleno essendo un miscuglio di sentimenti negativi non ha antidoti e ne versa una goccia nel bicchiere che contiene l'acqua che Wendy aveva lasciato per Peter come ultimo segno d'amore. Intanto Trilli si libera, corre al rifugio e scoperto cosa ha fatto Uncino beve il veleno al posto di Peter, morendo poco dopo. Intanto Uncino, convinto che Peter sia morto, offre ai ragazzi di unirsi alla ciurma, ma essi rifiutano e sono condannati alla camminata sull'asse. Devastato, Peter si scusa e proclama ripetutamente la sua fiducia nelle fate e si rivolge telepaticamente a tutti sull'isola e a Londra per fare lo stesso affinché la fede nelle fate possa fungere da antidoto, grazie a ciò riesce a compiere il miracolo facendo rivivere Trilli. Quando Uncino si rende conto che Peter è ancora vivo furibondo ritenendo che Wendy abbia avuto un ruolo a salvare Peter le ordina di raccontare ai suoi scagnozzi la storia di Peter Pan prima di ucciderla. Nel bel mezzo del racconto Uncino realizza che Peter si è innamorato di Wendy e che lei è il suo punto debole. Dopo aver scoperto da Wendy che Peter può volare fintanto che avrà pensieri felici per privare Peter delle sue capacità di volo decide di buttare Wendy in mare in pasto al coccodrillo per vendicarsi. Peter e Trilli riescono a salvare Wendy in tempo e a liberare i ragazzi e, durante il successivo combattimento con i pirati, Uncino usa con la forza la polvere di Trilli per poter volare. Durante il loro duello, il pirata capisce che l'unico modo per indebolire Peter è usare le peggiori paure che teme dicendogli che Wendy vuole abbandonarlo e che alla fine crescerà e sposerà un altro uomo dimenticandosi di lui tutte cose che Peter teme e che non vuole che si avverino. Indebolito da questi pensieri infelici, Peter perde la capacità di volo e viene colpito da Uncino (piano). Avendo la vittoria in pugno, quest'ultimo permette a Wendy di salutare Peter prima di ucciderlo. La ragazza, seppur debba diventare adulta, professa il suo amore per Peter e lo bacia sulle labbra, il che lo riporta alla felicità. Grazie a ciò, Peter capisce che Wendy lo ama veramente e che ciò che gli ha detto Uncino erano solo menzogne. Di nuovo pieno di vita, il ragazzo sconfigge il pirata, che tenta di salvarsi dal Coccodrillo dicendo i propri "pensieri felici" (cose brutte e orribili), ma i ragazzi lo prendono in giro, e Uncino, capendo ed accettando la sua sconfitta, pronuncia le ultime parole prima di morire. 
Peter si scusa con i suoi amici e accetta la loro decisione di tornare a Londra, accompagnandoli con la Jolly Roger cosparsa di polvere di fata. I Darling tornano a casa, con gran gioia dei genitori, assieme ai tesori dei pirati e i Bimbi Sperduti, uno dei quali (Pennino) viene adottato da Zia Millicent a cui viene fatto un incantesimo da Trilli che gli fa credere di essere sua madre, mentre Michael da al padre le gemme dei pirati che pagheranno meglio le spese. Peter Pan saluta Wendy dalla finestra, promettendole un giorno di tornare.

## Produzione
Durante le riprese del film, Jeremy Sumpter crebbe di ben 20 cm (8 pollici). L’eccezionale crescita creò non pochi problemi alla produzione che, per mantenere il personaggio coerente nei vari spezzoni, fu obbligata a rifare alcune scene di primaria importanza, come quella dell'incontro fra Peter Pan e Wendy nella stanza. In questa scena, girata ben 4 volte, fu addirittura necessario ridimensionare la finestra per adattarla alle diverse stature del ragazzo. In altre scene, fu necessario ricorrere a stratagemmi, ad esempio dei rialzi, per mantenere proporzionate le altezze degli attori in primo piano con Peter Pan.
In preparazione delle molte impegnative scene di volo acrobatico, alcuni dei giovani attori dovettero sottoporsi a diversi mesi di allenamento prima di imparare a volare coi cavi. Questo riguardò specialmente Jeremy Sumpter le cui scene di volo furono girate per la stragrande maggioranza senza l'ausilio di controfigure. Per gli spezzoni dei duelli con Uncino, l'attore fece un apposito corso per impratichirsi con l'uso della spada.
È stato girato anche un finale alternativo, più aderente al romanzo, in cui Peter ritorna a trovare una Wendy adulta, interpretata da Saffron Burrows, già voce narrante nel film in lingua originale.
Il film Neverland - Un sogno per la vita, girato nel 2004, nel quale si racconta la vita di Barrie, l'autore del romanzo, era originariamente programmato per il 2003, ma la sua realizzazione fu posticipata di un anno proprio per evitare la sovrapposizione e quindi la concorrenza nei botteghini fra le due pellicole.

## Accoglienza
Il film ha goduto tutto sommato di una benevola accoglienza da parte della critica cinematografica, che pare aver giudicato positivamente, anche se non senza riserve, la scelta del regista P. J. Hogan di discostarsi dalla fiabesca atmosfera di matrice disneyana, inscenando un Peter Pan più umano e decisamente adolescente, grazie anche all'utilizzo per la prima volta di ragazzi nei ruoli principali. Le modifiche paiono invece non aver ricevuto il gradimento del pubblico, o almeno non nelle aspettative della Columbia. Il film infatti ha incassato in tutto il mondo soltanto 120 milioni di dollari (di cui 48,4 milioni di dollari negli USA), a fronte di un budget di spesa previsto per la realizzazione di quasi 100 milioni di dollari e abbondantemente sforato per le realizzazioni degli effetti speciali.
Parte dell'insuccesso è stato attribuito alla concorrenza che il film ha dovuto affrontare alla sua uscita nelle sale cinematografiche americane, dovendosi confrontare contemporaneamente con diversi pellicole, come Una scatenata dozzina e il kolossal Il Signore degli Anelli - Il ritorno del re, usciti strategicamente nel periodo natalizio e molto attesi dallo stesso giovane pubblico di riferimento. Non si possono però dimenticare gli avvertimenti mossi da una parte della critica e le critiche ricevute dal pubblico, perlomeno statunitense, che pare aver per nulla o poco gradito le sostanziali differenze rispetto al classico d'animazione e al Pan infantile e quasi folletto che la versione disneyana ha contribuito a consolidare nell'immaginario collettivo.
Pare che ad indignare particolarmente gli spettatori siano stati l'inaspettata versione romantica, a volte pepata, dell'amicizia fra i due protagonisti e la loro costante tensione erotica (anche se manifestata nella sua acme da un semplice bacio e nulla di più), e probabilmente la malizia allusiva dell'insegnante scandalizzata dopo aver trovato a Wendy un disegno che la raffigurava a letto con una sagoma che le svolazzava sopra. Anche il cambiamento del finale pare aver ostacolato il successo del film. La mancanza del ritorno di Pan, che non ritornerà nemmeno a trovare Wendy da adulta, pare aver deluso le aspettative del pubblico, in attesa di un lieto finale a tutto tondo come la conclusione del romanzo o almeno nella speranza di un prosieguo onirico del racconto.
Nonostante il target del film, per le motivazioni sopra esposte e i contenuti di alcune scene, ritenuti cruenti, la visione del film è stata oggetto di varie limitazioni al pubblico più giovane in diversi paesi, anche europei, e in altri permessa solo con la presenza di un genitore. Alcune scene sono andate soggette a censura. Per esempio, in Germania e nel Regno Unito, la scena in cui Uncino tramortisce Pan con una violenta testata. Questo spezzone è stato poi inserito nelle versioni DVD anche se correlato di specifiche avvertenze.

### Critica
Rotten Tomatoes assegna al film un punteggio del 76% sulla base di 144 recensioni e una valutazione media di 6,8/10. Il suo giudizio critico recita: "Solida anche se tutt'altro che definitiva, questa versione di Peter Pan è visivamente impressionante, psicologicamente complessa e fedele alla sua fonte originale". Su Metacritic, il film ha un punteggio medio ponderato di 64 su 100, basato su 33 critici, indicando "recensioni generalmente favorevoli".
Il critico cinematografico Roger Ebert ha assegnato al film tre stelle e mezza su quattro. MovieGuide ha anche recensito favorevolmente il film, definendolo "un film meravigliosamente realizzato e moralmente edificante che enfatizza intenzionalmente gli elementi fantasy della storia sia nei dialoghi che nel design del film".

### Incassi
Peter Pan ha guadagnato 48 462 608 di dollari al botteghino negli Stati Uniti e altri 73,5 milioni di dollari al di fuori degli Stati Uniti, il che porta il totale mondiale a quasi 122 milioni di dollari. Il fallimento del film è stato in parte dovuto alla concorrenza con l'attesissimo fantasy epico Il Signore degli Anelli - Il ritorno del re uscito la settimana prima, e la commedia per famiglie Una scatenata dozzina, che ha debuttato lo stesso giorno.

## Riconoscimenti
- 2004 – Saturn Award
  - Miglior attore emergente a Jeremy Sumpter
  - Nomination Miglior film fantasy
  - Nomination Miglior attrice emergente a Rachel Hurd-Wood
  - Nomination Migliori costumi a Janet Patterson
- 2003 – Las Vegas Film Critics Society Awards
  - Nomination Gioventù nei film a Rachel Hurd-Wood
- 2003 – Phoenix Film Critics Society Awards
  - Nomination Miglior film per la famiglia
  - Nomination Miglior attore giovane protagonista a Jeremy Sumpter
- 2004 – Visual Effects Society
  - Nomination Miglior pittura opaca a Yusei Uesugi e Giles Hancock
  - Nomination Miglior performance in un film ad effetti speciali a Ludivine Sagnier
- 2004 – Critics' Choice Awards
  - Nomination Miglior film per famiglie
- 2004 – Young Artist Awards
  - Miglior film drammatico per la famiglia
  - Miglior attore giovane a Jeremy Sumpter
  - Nomination Miglior attrice giovane a Rachel Hurd-Wood
  - Nomination Miglior attore giovane non protagonista a Harry Newell
  - Nomination Miglior attrice giovane non protagonista a Carsen Gray
- 2003 – Stinkers Bad Movie Awards
  - Nomination Personaggio non umano più noioso (Trilli/Campanellino)